# Mitchell Hurwitz
Mitchell Hurwitz (født 29. maj 1963) er en Emmy-vindende amerikansk manuskriptforfatter og producer.
Michael Hurwitz er kendt som skaber af den anmelderroste komedieserie Arrested Development (Familie på livstid) 2003-2006 og senere af den animerede komedieserie Sit Down, Shut Up (2009).
Derudover var han medskaber af The Ellen Show.